# آیدین دافی
آیدین دافی (انگلیسی: Ayden Duffy؛ زادهٔ ۱۶ نوامبر ۱۹۸۶) بازیکن فوتبال اهل بریتانیا است.
از باشگاه‌هایی که در آن بازی کرده‌است می‌توان به باشگاه فوتبال کمبریج یونایتد، باشگاه فوتبال هاید، باشگاه فوتبال وورکساپ تاون، باشگاه فوتبال لینکولن سیتی، باشگاه فوتبال کوربی تاون، باشگاه فوتبال استمفورد، باشگاه فوتبال شپشد دینامو، باشگاه فوتبال گینزبورو ترینیتی، باشگاه فوتبال باکستون، باشگاه فوتبال استاولی مینرز ولفار، و باشگاه فوتبال گرنثم تاون اشاره کرد.